# 1991年孟加拉國總統選舉
1991年孟加拉國總統選舉於該年10月8日舉行，此乃恢復議會制後首場間接總統選舉。執政黨提名的阿卜杜勒·拉赫曼·比斯瓦斯在無其他候選人競選下成功當選，其於1991年10月10日宣誓就職。